# Chronics
I Chronics sono un gruppo punk rock dalle forti influenze garage rock proveniente da Bologna e fondato alla fine degli anni '90.

## Storia dei Chronics
I Chronics, originari di Bologna, nascono con una forte devozione per il power pop, il garage rock, i Buzzcocks, i Saints e i The Real Kids.
Nel 1999 pubblicano il singolo di debutto per la Rip Off Records di San Francisco (storica etichetta discografica degli anni '90 nel genere punk e garage, assieme a In the Red Records e Sympathy For The Record Industry).

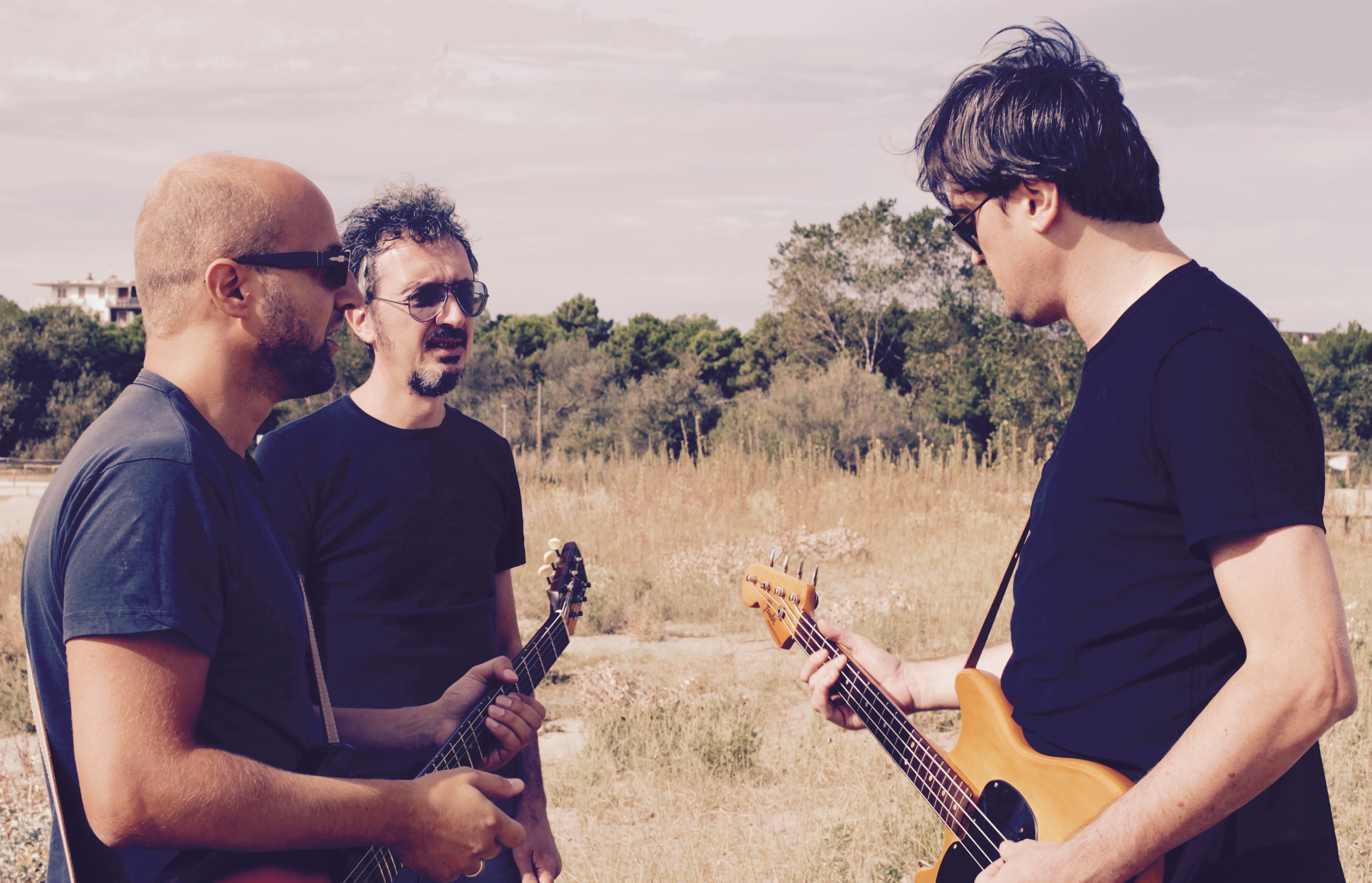
The Chronics

Stampano un paio di LP e di “best of” per poi restare inattivi alcuni anni. Riprendono a fare dischi nel 2014 con uno split a 45 giri a metà con Mike Watt & the Secondmen, band dell'ex bassista dei Minutemen e The Stooges.
Alla fine del 2015 stampano altri due split a 45 giri, uno in compagnia di Barrence Whitfield & the Savages e l'altro sempre assieme a Mike Watt (dove il bassista californiano e i Chronics hanno fatto uno scambio di canzoni). Quest'ultimo è stato scelto come singolo del mese dalla rivista musicale Rumore.
Alla fine del 2015 stampano altri due split a 45 giri, uno in compagnia di Barrence Whitfield & the Savages e l'altro sempre assieme a Mike Watt (dove il bassista californiano e i Chronics hanno fatto uno scambio di canzoni). Quest'ultimo è stato scelto come singolo del mese dalla rivista musicale Rumore.

## Formazione
- Stefano Toma – chitarra, voce (1998–oggi)
- Marco Turci - batteria (2004-oggi)
- Michele Rizzoli - basso, cori (2019-oggi)
- Giuliano Guerrini - chitarra, cori (2022-oggi)
- Stefano Felcini - basso, cori (2013-2018)
- Roberto Fabbri - basso, cori (2000-2009)
- Davide Scibetta - batteria (1998-2004)
- Gabriele Balducci - basso, cori (1998-2000)

## Discografia

### Album
- It's too late, LP, Nitro, Belgio 2002
- Suggested for Mature Audiences, LP/cd, Nitro, Belgio 2004
- Do you love the sun?, LP, Puke’n’vomit Records, USA 2022; CD, Spaghetty Town Records, USA 2023

### Singoli
- First time, best time, 45 giri Rip Off Records, USA 1999

### Split
- From Ciro's to Starwood, Mike Watt and the Secondmen/Chronics, Split 45 giri, Asian Man Records, USA 2014
- Back In The Microwave, Mike Watt and the Secondmen/Chronics, Split 45 giri, Org Music, USA 2015
- Zig Zag Wanderer/I've Got Levitation, Barrence Whitfield And The Savages/Chronics, Split 45 giri, Easy Action Records, UK 2015

### Best Of
- Late, lit-up & lewd (best of), cd, Hate, Italia 2003
- On Tape It Sounds Different (best of), cassetta, Mooster, USA, 2013

### Compilation
- All This And More, cd, Fridge Records, 2000
- Burnin' Material - Call The Firemen!! cassetta, AlphaMonic, 2003
- Locals Only CD compilation - La Skaletta Rock Club
- Wild Sound From The Past Dimension, Go Down records, 2008